# 中国人民解放军陆军合成第五十二旅
合成第五十二旅（英語：52nd Combined Arms Brigade），又名“白云山部队”，是中国人民解放军西藏军区下辖的一个山地合成旅，驻地西藏自治区林芝市。

## 历史概述
1938年～1945年国民政府前后共编成66个暂编师，共六十万兵力。这些暂编师均是由国民政府各省的地方正规军，保安部队，警察部队，以前接受改编的土匪以及地方武装改编而成。其中，1940年組建的“暫編第二十一師”（屬龍雲的雲南行營，師長馬繼武），就是這66個暫編師中的一個。成立后劃入盧漢指揮的國民革命軍第六十軍，在云南担任戍边部队直至抗战结束，并未进行调动。1945年曾進入越南北部接受日軍投降，并与法军发生摩擦。
暫編二十一師及其所屬的第六十軍因被中央軍視為“雜牌軍”、“乌合之众”而屢受排擠。尽管六十军整体在抗日战争中表现尚且可圈可点，但暫編二十一師由於缺乏訓練和裝備、兵源素質較低，在第二次國共內戰中屡战屡败。最終，暂二十一师於長春戰役跟隨曾澤生指揮的中華民國陸軍第六十軍一同宣佈起義，加入中國人民解放軍並被改編為中國人民解放軍第五十軍，曾澤生繼續擔任軍長直至1970年，暫編二十一師也更改番號為第五十軍第一四九師，其它高級軍官也基本保留原職。
第一四九師參加了隨後的抗美援朝戰爭，戰鬥力遠遠強過從前。抗美援朝第三次戰役中第一四九師四四二團副團長陳屏帶領一營率先攻入漢城，还取得了全歼英国皇家坦克团的战果。在漢江南岸防禦戰中与第一一二师并肩作战，勇猛异常，一反之前在國民黨軍隊中的狀況，被毛澤東稱為“六十熊變五十兇”。1951年3月回国整补，7月再次开赴朝鲜，担负西海岸防御、解放朝鲜西海湾诸岛的战斗以及抢修机场等任务，未有再承担主要作战的任务。1955年2月正式回国，驻四川省。
回國後的1967年2月，第一四九師與西藏军区陆军第五十二師（即前“藏字419部队”）互換駐地與番號，但人員編制不變，自此戍守西藏至今。1985年，全师缩编为山地步兵旅，专职山地作战，是中国人民解放军陆军最早的专业化山地部队之一。2017年改为山地合成旅，为现有编制。
山地五十二旅是唯一整建制延续至今的中华民国国军起义转投中国人民解放军的团级以上部队。

## 沿革
参考资料：
| 部隊番號                   | 使用時期                      |
| 国军时期                   | 国军时期                      |
| -------------------------- | ----------------------------- |
| 国民革命军暂编第二十一师   | 1940年上半年-1947年12月25日   |
| 中华民国陆军暂编第二十一师 | 1947年12月25日-1948年10月17日 |
| 解放军时期                 |                               |
| 中国人民解放军第一四九师   | 1948年10月17日-1960年1月      |
| 陆军第一四九师             | 1960年1月-1967年2月           |
| 陆军第五十二师             | 1967年2月-1985年9月           |
| 山地步兵第五十二旅         | 1985年9月-2017年4月           |
| 合成第五十二旅             | 2017年4月至今                 |

## 荣誉
- 白云山团：前第五十军第一四九师第四四七团